# Takão
Eustáquio Afonso Araújo (Itamarandiba, Minas Gerais, 1 de janeiro de 1946), mais conhecido como Takão, é um ex-treinador de futsal e dentista brasileiro.

## Biografia
Takão foi durante pouco mais de 10 anos o técnico da Seleção Brasileira de Futsal. Ele assumiu o comando da seleção em julho de 1989, disputou 19 campeonatos e venceu 18, com destaque para dois títulos mundiais (1992 e 1996), um pan-americano e três mundialitos.
Depois de uma trajetória vitoriosa à frente do selecionado brasileiro, Takão, deixou o cargo em 2000 para assumir a direção do Departamento de Odontologia da Universidade Federal de Minas Gerais (UFMG).  Como dentista, é especializado em ortodontia, e seu cliente mais famoso foi o Ronaldo Fenômeno.